# Adelita

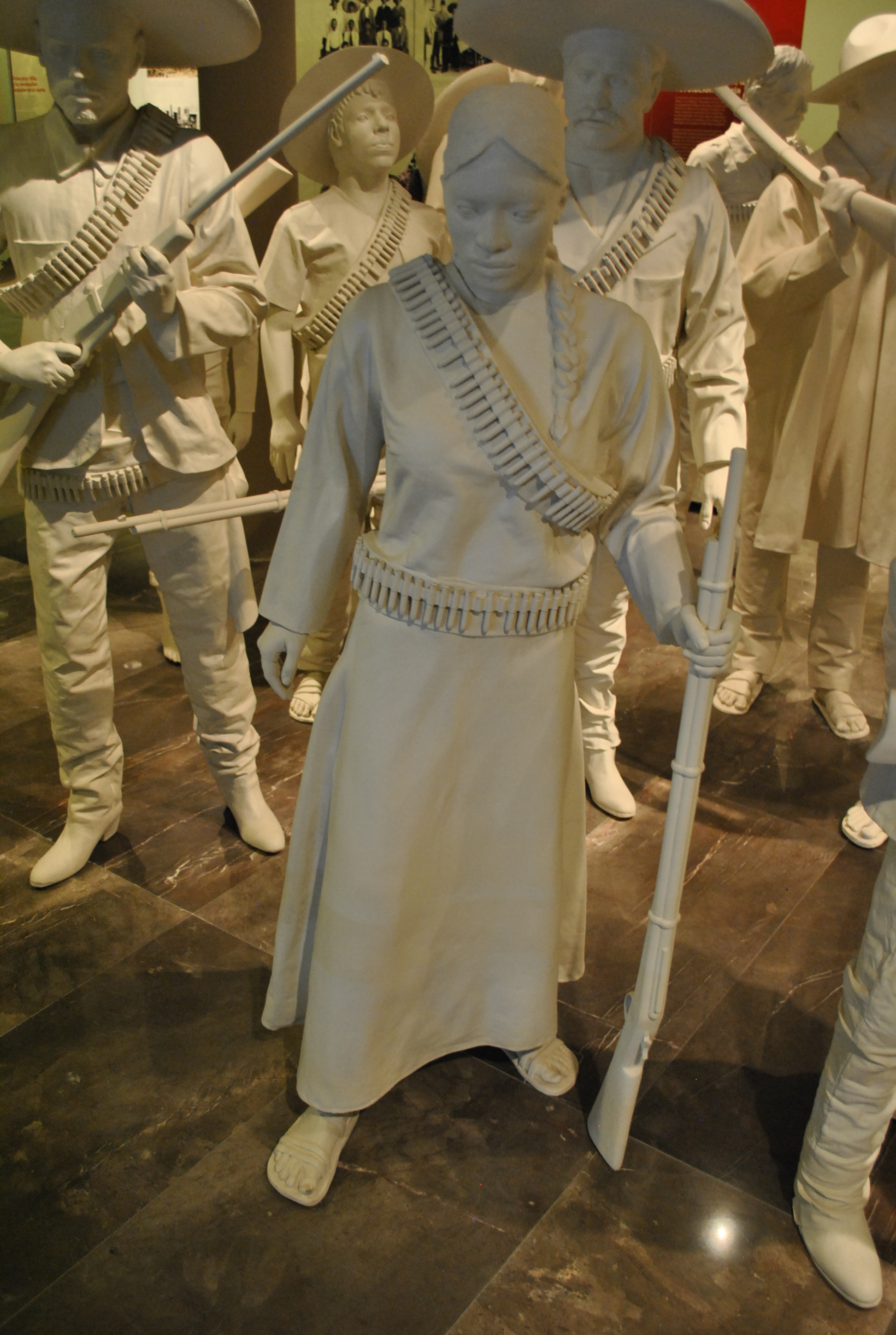
Adelita (Museo Nacional de la Revolución)

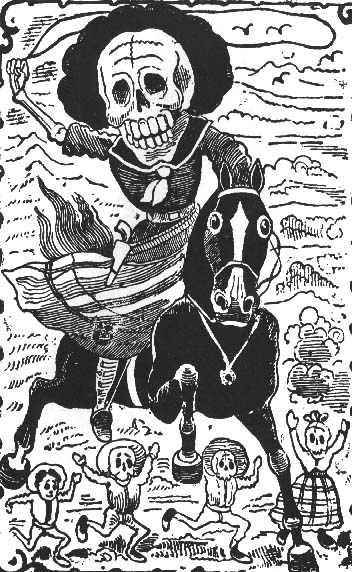
La Adelita, spotprent door José Guadalupe Posada

La Adelita was een legendarische soldadera uit de Mexicaanse Revolutie. Zij is het onderwerp van een van de bekendste corrido's uit de revolutie.
Het is niet geheel zeker of zij daadwerkelijk heeft bestaan. Vermoedelijk was haar echte naam Altagracia Martínez en was ze afkomstig uit de omgeving van Mexico-Stad. Ze sympathiseerde met de revolutionairen en zou haar bijnaam hebben gekregen van Pancho Villa of Rodolfo Fierro. Vermoedelijk is zij later in opdracht van Pascual Orozco vermoord. Volgens het lied dat over haar is geschreven was zij verliefd op een sergeant, en zou zij met hem meegereisd en gevochten hebben. Zelfs de mannelijke revolutionairen waren onder de indruk van haar moed. Adelita is in Mexico een ware cultfiguur geworden, vergelijkbaar met Jeanne d'Arc in Frankrijk, en haar naam is synoniem geworden voor soldadera. Ook feministen gebruiken haar als symbool.
Hoewel het lied verschillende versies kent en grote delen vaak geïmproviseerd worden, is het volgende deel in de meeste versies opgenomen:
| En lo alto de la abrupta serranía acampado se encontraba un regimiento y una musa que valiente los seguía locamente enamorada del sargento.                                       | In de hoogten van een steil gebergte vond men een militair kampenement en een dappere muze volgde hen dolverliefd op de sergeant.                                                                              |
| Popular entre la tropa era Adelita la mujer que el sargento idolatraba y además de ser valiente era bonita que hasta el mismo Coronel la respetaba.                               | Populair onder de troepen was Adelita, de vrouw die de sergant vereerde, zij was niet slechts dapper maar ook mooi zodat zelfs de kolonel haar respecteerde.                                                   |
| Y se oía, que decía, aquel que tanto la quería: Y si Adelita quisiera ser mi novia y si Adelita fuera mi mujer le compraría un vestido de seda para llevarla a bailar al cuartel. | En men hoorde dat hij, die haar zo liefhad, zei: Als Adelita mijn verloofde zou willen zijn, als Adelita mijn vrouw zou willen zijn, zou ik haar een jurk van zijde kopen om met haar te dansen in de kazerne. |
| Y si Adelita se fuera con otro la seguiría por tierra y por mar si por mar en un buque de guerra si por tierra en un tren militar.                                                | En als Adelita zou vertrekken met een ander zou ik haar volgen over land en over zee, over zee in een slagschip over land met een militaire trein.                                                             |
| Si acaso yo muero en campana Y mi cadaver en la tierra va a quedar, Adelita, por Dios te lo ruego Que por muerte tu vayas a llorar.                                               | Als ik toch zou sterven op het slagveld en mijn lichaam op de grond blijft liggen, Adelita, verzoek ik je in Gods naam, dat je om mijn dood huilt.                                                             |